# 雨中泪水独白
“雨中的泪水”（英語：Tears in Rain），也被称为C光束演说（C-Beams Speech）是电影《银翼杀手》中的最后独白，由人造人罗伊·巴蒂（英語：Roy Batty）讲述，由鲁特格尔·哈尔饰演。最终呈现在大银幕上的这段话不是原来剧本中的，在很大程度上是演员哈尔在拍摄前夜即兴创作的。这段独白已经作为“也许是电影史上最动人的死前独白”进入了流行文化中，经常作为科幻作品的代表被引用 。
|  | 英語： |

（我曾见过那些你们人类不会置信的事。我曾目睹战舰在猎户座的边缘燃起烈火，我看过 C 射线在唐怀瑟之门边际的黑暗中明灭闪耀。所有这些瞬间，都会消逝在时间之中，一如眼泪消失在雨中。正是死期。）
鲁特格尔·哈尔在拍摄现场表演该段对话时，电影工作人员集体鼓掌，有些人甚至当场哭了。2000年，英国的《观察家报》将这段对话评选为电影史上十大经典时刻的第六位。
鲁特格尔·哈尔在自传中提到只不过将原本的剧本对话剪切为几行，增加了“所有这些时刻都将消逝在时间里，就像雨中的泪水。”早期的一个版本为：
|  | 英語： |

原始版本为：

I've seen things... seen things you little people wouldn't believe. Attack ships on fire off the shoulder of Orion bright as magnesium... I rode on the back decks of a blinker and watched C-beams glitter in the dark near the Tannhäuser Gate. All those moments... they'll be gone.